# Bibliotheca Corviniana
Bibliotheca Corviniana je bila ena od najbolj slavnih knjižnic v renesančnem svetu. Ustanovil jo je ogrski kralj Matija Korvin (vladal 1458-1490). Knjižnica je bila uničena po ogrskem porazu v bitki z Osmanskim cesarstvom  pri Mohaču leta 1526. 

## Zgodovina
Matija Korvin je bil eden od najmočnejših vladarjev svojega časa. Knjige je začel zbirati okrog leta 1460 in do svoje smrti leta 1490 zbral približno 3.000 kodeksov ali Korvinij, ki so vsebovali 4.000-5.000 različnih del, med njimi tudi dela grških in latinskih avtorjev. V knjižnici so bila dela s področja filozofije, teologije, zgodovine, prava, književnosti, geografije, prirodoslovja, medicine, arhitekture in drugih, ki so kot celota odražala stanje v tedanji renesančni družbi. Kodeksi so bili po osmanski osvojitvi Ogrskega kraljestva v 16. stoletju uničeni. Okupacijo je preživelo samo približno 650 Korvinij, ki se zdaj hranijo v več knjižnicah na Madžarskem in v Evropi.
Korvinova knjižnica je bila največja v Evropi severno od Alp. Po pisanju tedanjih virov je bila v Evropi večja od nje samo Vatikanska knjižnica. Imela je največjo zbirko znanstvenih del. Bartolomeo della Fonte iz Firenc je leta 1489 zapisal, da je Lorenzo de Medici po zgledu na ogrskega kralja ustanovil svojo grško-latinsko knjižnico.
Nekatera dela, na primer zapisi bizantinskega cesarja Konstantina Porfirogeneta  o navadah na njegovem dvoru in cerkvena zgodovina Nikiforja Kalista Ksantopula, so bila edini izvodi na svetu. Znanih je tudi nekaj del, ki so bila edini izvodi na svetu, vendar se niso ohranila. Mednje so spadala vsa dela atenskega pisca govorov Hiperida, in pisanja Flavija Kresonija Koripa, Kuspinijana in Prokopija.
Madžarska Narodna knjižnica Ferenca Széchényija (Országos Széchényi Könyvtár) poskuša restavrirati Korvinovo knjižnico v digitalni obliki. 
Nekatera dela so bila zaradi njihovega zgodovinskega pomena leta 2005  vpisana v Unescov Seznam svetovnega spomina.

## Vir
- Csapodi, Csaba, Csapodiné Gárdonyi, Klára. Bibliotheca Corviniana. Budimpešta, 1976.